# Vladislao I Herman

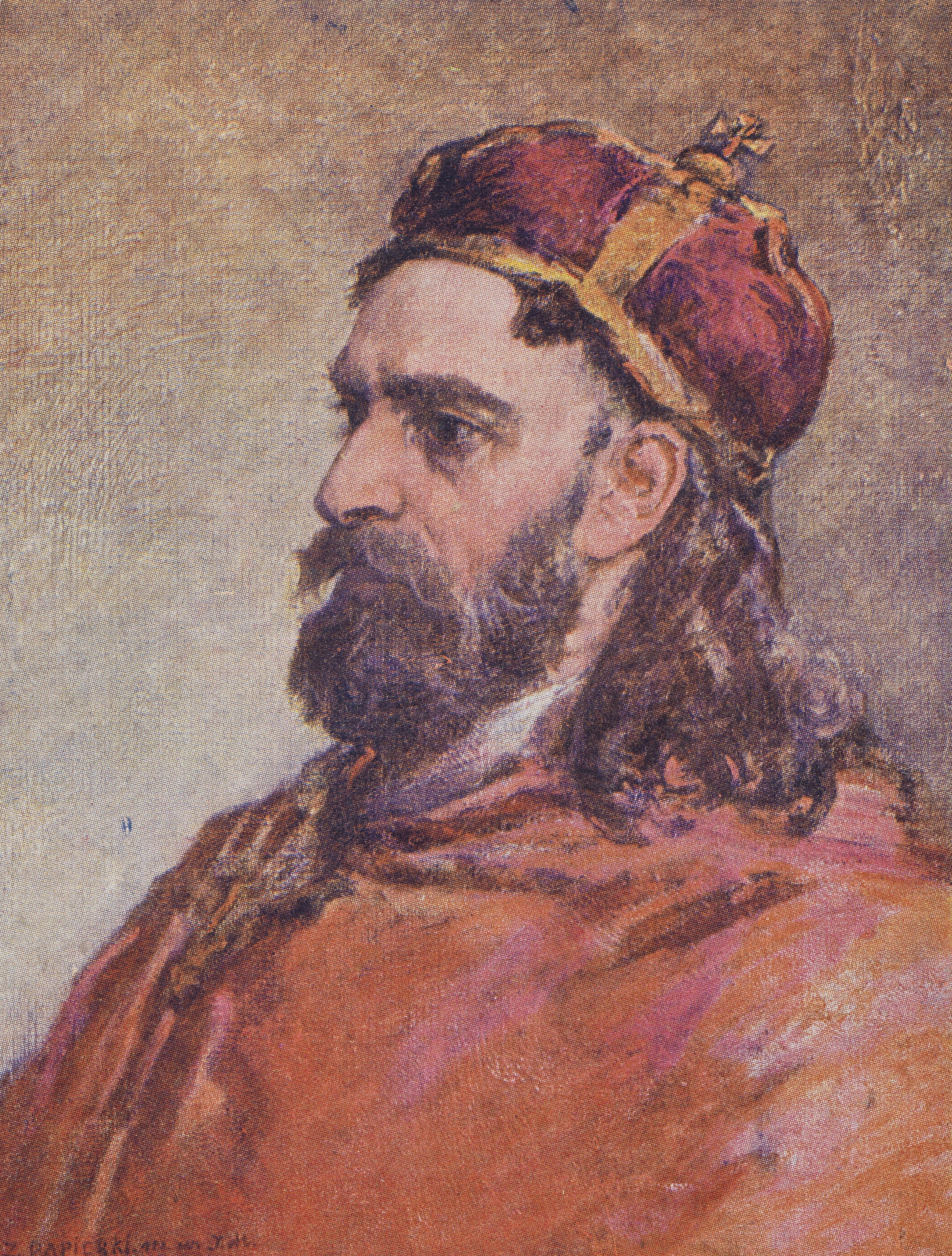
Vladislao I Herman. Obra de Jan Matejko.

Vladislao I Herman (1040-4 de junio de 1102) (en polaco: Władysław I Herman o Wodzisław I Herman), duque de Polonia, fue hijo de Casimiro I el Restaurador y hermano de Boleslao II el Temerario. 
Vladislao Herman llegó al poder en 1079, después de que su hermano Boleslao II el Temerario tuviera que exiliarse y ayudó al emperador Enrique IV en un plan para restaurar la paz.
Vladislao Herman se casó dos veces, primero con Judith Premislida y después con Judit de Suabia.

## Descendientes
Tuvo un hijo ilegítimo, Zbigniew de Polonia (1070-1112).
Más tarde tuvo un hijo con Judith Premyslid, Boleslao III el Bocatorcida (1085-1138), quien le siguió en el trono rigiendo junto con Zbigniew hasta el año 1107, cuando Boleslao desterró a Zbigniew para reinar en solitario.
Con Judit de Suabia, hija del emperador Enrique III, Ladislao tuvo una hija, Agnes de Gandersheim, quien fue abadesa.